# Peckia gulo
Peckia gulo är en tvåvingeart som först beskrevs av Fabricius 1805.  Peckia gulo ingår i släktet Peckia och familjen köttflugor. Inga underarter finns listade i Catalogue of Life.